# Merocoremia monnei
Merocoremia monnei là một loài bọ cánh cứng trong họ Cerambycidae.